# Saint-Martin-de-la-Lieue
Saint-Martin-de-la-Lieue és un municipi francès situat al departament de Calvados i a la regió de Normandia. L'any 2007 tenia 850 habitants.

## Demografia

### Població
El 2007 la població de fet de Saint-Martin-de-la-Lieue era de 850 persones. Hi havia 352 famílies de les quals 80 eren unipersonals (28 homes vivint sols i 52 dones vivint soles), 140 parelles sense fills, 116 parelles amb fills i 16 famílies monoparentals amb fills.
La població ha evolucionat segons el següent gràfic:
Habitants censats

### Habitatges
El 2007 hi havia 380 habitatges, 358 eren l'habitatge principal de la família, 6 eren segones residències i 16 estaven desocupats. 330 eren cases i 47 eren apartaments. Dels 358 habitatges principals, 251 estaven ocupats pels seus propietaris, 103 estaven llogats i ocupats pels llogaters i 4 estaven cedits a títol gratuït; 7 tenien una cambra, 17 en tenien dues, 65 en tenien tres, 86 en tenien quatre i 183 en tenien cinc o més. 283 habitatges disposaven pel capbaix d'una plaça de pàrquing. A 153 habitatges hi havia un automòbil i a 179 n'hi havia dos o més.

### Piràmide de població
La piràmide de població per edats i sexe el 2009 era:
| Homes | Edats   | Dones |
| ----- | ------- | ----- |
| 0     | 95 o +  | 0     |
| 0     | 90 a 94 | 4     |
| 8     | 85 a 89 | 12    |
| 0     | 80 a 84 | 0     |
| 16    | 75 a 79 | 0     |
| 0     | 70 a 74 | 16    |
| 8     | 65 a 69 | 20    |
| 32    | 60 a 64 | 24    |
| 20    | 55 a 59 | 40    |
| 56    | 50 a 54 | 32    |
| 48    | 45 a 49 | 52    |
| 24    | 40 a 44 | 56    |
| 24    | 35 a 39 | 24    |
| 36    | 30 a 34 | 16    |
| 24    | 25 a 29 | 40    |
| 20    | 20 a 24 | 0     |
| 44    | 15 a 19 | 32    |
| 24    | 10 a 14 | 24    |
| 20    | 5 a 9   | 32    |
| 16    | 0 a 4   | 24    |

## Economia
El 2007 la població en edat de treballar era de 580 persones, 389 eren actives i 191 eren inactives. De les 389 persones actives 352 estaven ocupades (190 homes i 162 dones) i 37 estaven aturades (14 homes i 23 dones). De les 191 persones inactives 102 estaven jubilades, 57 estaven estudiant i 32 estaven classificades com a «altres inactius».

### Ingressos
El 2009 a Saint-Martin-de-la-Lieue hi havia 355 unitats fiscals que integraven 855 persones, la mediana anual d'ingressos fiscals per persona era de 18.455 €.

### Activitats econòmiques
Dels 47 establiments que hi havia el 2007, 1 era d'una empresa alimentària, 1 d'una empresa de fabricació d'elements pel transport, 6 d'empreses de fabricació d'altres productes industrials, 6 d'empreses de construcció, 12 d'empreses de comerç i reparació d'automòbils, 2 d'empreses de transport, 3 d'empreses d'hostatgeria i restauració, 1 d'una empresa financera, 4 d'empreses immobiliàries, 5 d'empreses de serveis, 4 d'entitats de l'administració pública i 2 d'empreses classificades com a «altres activitats de serveis».
Dels 12 establiments de servei als particulars que hi havia el 2009, 1 era una oficina de correu, 2 tallers de reparació d'automòbils i de material agrícola, 1 paleta, 1 guixaire pintor, 2 lampisteries, 2 electricistes, 1 perruqueria i 2 restaurants.
Dels 3 establiments comercials que hi havia el 2009, 1 era una botiga de més de 120 m², 1 una botiga de menys de 120 m² i 1 una botiga de mobles.
L'any 2000 a Saint-Martin-de-la-Lieue hi havia 15 explotacions agrícoles que ocupaven un total de 364 hectàrees.

## Equipaments sanitaris i escolars
L'únic equipament sanitari que hi havia el 2009 era una farmàcia.
El 2009 hi havia una escola elemental.

## Poblacions més properes
El següent diagrama mostra les poblacions més properes.